# Llebrer hongarès

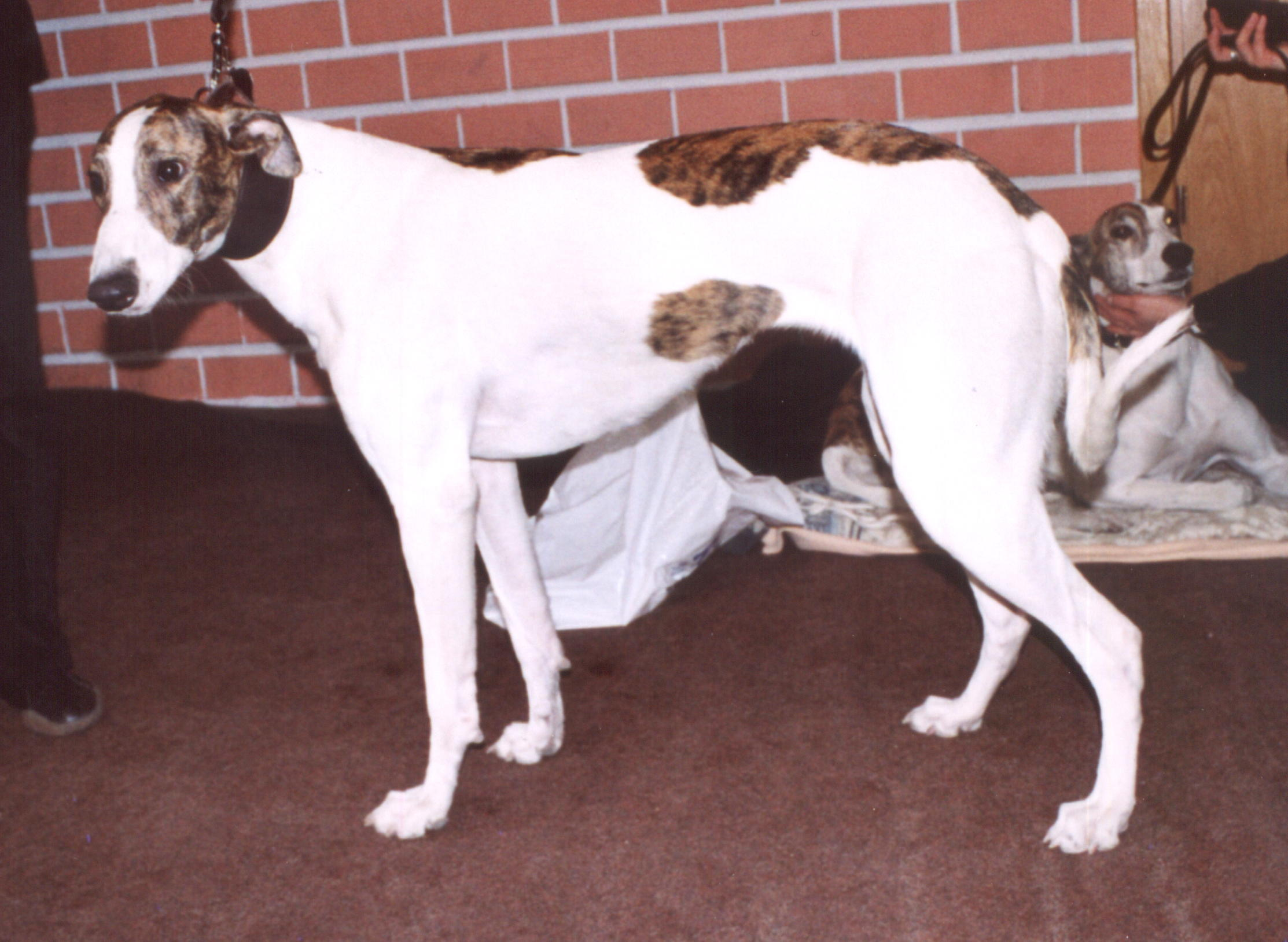
Llebrer hongarès o Magyar Agar

El llebrer hongarès és una raça de gos llebrer originària d'Hongria.

## Història
Quan al segle ix els invasors magiars van irrompre a la Panònia romana, a Transsilvània i a la vall mitjana del Danubi, portaven un llebrer provinent de la regió occidental dels Carpats. Segons testimonis escrits d'aquella època, aquest poble era molt apassionat per la caça, per a la qual es feia servir llebrers propis, la soca es va barrejar en el curs dels segles amb altres arribades tant d'Orient com d'Occident (entre els segles xv i xvii haurien de trobar-se amb llebrers turcs i asiàtics, probablement antics salukis, els tazis, així com altres provinents de l'Àfrica), que al segle xix es van perfeccionar mitjançant el creuament amb el llebrer anglès, del que van adquirir una velocitat major.

## Aspecte físic
L'estàndard no indica una alçada determinada, però sí el pes: de 22 a 26 kg les femelles i de 27 a 31 kg els mascles. Es presenta amb cap allargat, lleuger stop, tòfona negra, ulls de mirada sincera; orelles replegades cap enrere, coll llarg; extremitats primes, ronyons molt musculats i arquejats; cua prima i enroscada. El pèl és ras i llis, de manera que l'animal sent el fred i tremola amb freqüència. Els colors del pelatge poden ser: gris, negre, tigrat, tacat i, rarament, blanc.

## Moviment
El pas és elàstic. En comptes d'emprar un galop curt (per exemple, quan se l'hi fa marxar al costat d'un cotxe lent), trota durant quilòmetres. El seu galop s'assembla al "ventre a terra" del pura sang, però el dors s'arqueja més. La manifestació de força, velocitat, empenta, elasticitat i elegància és imponent. La seva presència d'esperit és realment notable: en plena cursa, després d'una caiguda eventual, es recupera sense perdre impuls. La seva velocitat pot superar els 60 quilòmetres per hora. Quan és cadell, en grup, troba la mateixa satisfacció corrent en cercle, sense meta. Quan caça llebres corre constantment amb tota la seva força, en un bon terreny, és capaç de mantenir aquest ritme durant quatre minuts i més encara. De vegades la seva cursa el porta a l'esgotament total dels seus recursos físics; exemplars massa grans i en època de calor intensa, poden patir al final de la cursa una paràlisi cardíaca. És més tenaç però menys veloç que el Greyhound (llebrer anglès).

## Caràcter i utilització
El llebrer hongarès és un gos afectuós però no festiu, lleial, tenaç i fidel.
Encara posseint un escàs olfacte, és un excel·lent gos de caça per a la llebre i la guineu corrent. És emprat també en els canòdroms per perseguir la llebre mecànica en la cursa de llebrers. Té una esperança de vida de 12 a 14 anys.